# صباغ كبريتي
الأصبغة الكبريتية (بالإنجليزية: Sulphur dyes)‏: هي أصبغة غير منحلة في الماء تستخدم الصباغة، وهي مثل أصبغة الحلة ولكنها أرخص. تستخدم خصيصا للحصول على الألوان الباهتة بطريقة اقتصادية. وتستخدم خصيصا لصباغة الألياف السيلولوزية.
سعرها اقتصادي، ذات ثباتية جيدة في الصباغة (عدا ثباتية ضد الكلور). حافظ هذا الصنف من الأصبغة على أهميته الكبيرة، مع وجود مشاكل بيئية مرتبطة بطريقة الصباغة. تغطي الأصبغة الألوان الباهتة، فلا يوجد ألوان حيوية وخصوصا الألوان الحمراء. 
الأصبغة الكبريتية غير منحلة في الماء وتنحل بإرجاعها قلويا باستخدام كبريتيد الصوديوم أو ثنائي ثيونيت الصوديوم والصودا الكاوية، وهذا الشكل المسمى السلفهيدريل (sulphydryl)، يسمى أيضا شكل عديم اللون (leuco). ملح الصوديوم الذي يشكل (C–SNa) يدخل داخل الألياف ويعود و يثبت من جديد، غير منحل في الماء، على الألياف خلال عملية الأكسدة اللاحقة. 
وتعتبر الأصبغة الكبريتية ذات أهمية كبيرة في صباغة البضائع الرخيصة أو الأقمشة القطنية ذات الألوان الباهتة (مانشستر، المخمل، أقمشة الحقائب، أقمشة الخيام، مواد التبطين، أقمشة المآزر، ألبسة العمل، إلخ.) التي تتميز بثباتية لونية عند الغسيل وللضوء والاحتكاك. 
يجب أن نحل الصباغ الكبيريتي إذا أردنا أن نصبغ. وقد استخدم لهذا الغرض قديما الكبريت بشكل عصوات (والتي كانت تحتوي على الشوائب أيضا) والصودا الكاوية. وفي وقتنا الحاضر، يستخدم كبريتيد الصوديوم مع إضافات من الصودا الكاوية. يمكن استخدام ثنائي ثيونيت الصوديوم أيضا ولكنه يجعل العملية أكثر كلفة.
المواد المساعدة المضافة إلى حوض الصباغة:
- كبريتات الصوديوم أو كلوريد الصوديوم من أجل تشجيع استنفاد الصباغ من حوض الصباغة.
- كمية إضافية من سلفهيدرات والصودا الكاوية من أجل الحفاظ على حالة الإرجاع للأصبغة.
- مضاد تأكسد من أجل معادلة تأثير الهواء على النسيج عندما يخرج من حوض الصباغة (في بعض الآلات الحديثة المغلقة تماما، يمكن استبدال الهواء بالآزوت).
- مواد مزلقة (من أجل تسهيل انزلاق طيات النسيج على بعضها).

ترفع درجة حرارة الحوض إلى الغليان تدريجيا، وتبقى عند هذه الدرجة لمدة 46 – 60 دقيقة (من أجل تشجيع اختراق ونفاذ الصباغ داخل المواد النسيجية)، ثم يبرد الحوض حتى درجة الحرارة 80 °م من أجل أخذ عينات للتأكد من الوصول إلى الظل اللوني المرغوب، يصحح اللون بعدها بإضافة اللون الناقص. بعد نهاية الصباغة يغسل النسيج ويؤكسد.
والهدف من الأكسدة هو إظهار اللون بتحويل المركبات عديمة اللون المنحلة إلى مركبات ملونة غير منحلة داخل الألياف. وتجرى الأكسدة في الهواء الطلق، ولكن الأكسدة باستخدام الماء الأوكسيجيني أو أي مولد للأوكسيجن استبدلت بالأكسدة في الهواء الطلق. 
تسمح عملية الغسل بالماء أو بالصابون عند نقطة الغليان بالحصول على ثباتية جيدة عند الاحتكاك و (Crocking) (تلويث المواد النسيجية الأخرى التي تغسل معها).